# Vijftienhoek

Regelmatige vijftienhoek.

Een vijftienhoek of pentadecagoon (ook: pentakaidecagoon) is een figuur met 15 hoeken en 15 zijden. Een regelmatige vijftienhoek is een regelmatige veelhoek met n=15; de hoeken van een regelmatige vijftienhoek zijn:
{\displaystyle \alpha ={\frac {(n-2)}{n}}\cdot 180^{\circ }={\frac {13}{15}}\cdot 180^{\circ }=156^{\circ }}
De oppervlakte A voor een regelmatige vijftienhoek wordt gegeven door de volgende formule (met a de lengte van een zijde):
{\displaystyle {\begin{aligned}A&={\frac {15}{4}}a^{2}\cot {\frac {\pi }{15}}\\&={\frac {15a^{2}}{8}}\left({\sqrt {3}}+{\sqrt {15}}+{\sqrt {2}}{\sqrt {5+{\sqrt {5}}}}\right)\\&\approx 17,6424a^{2}\,\end{aligned}}}

## Constructie van een regelmatige vijftienhoek
Het construeren met passer en liniaal van een regelmatige vijftienhoek geschiedt in 36 stappen: